# Typhlatya mitchelli
Typhlatya mitchelli is een garnalensoort uit de familie van de Atyidae. De wetenschappelijke naam van de soort is voor het eerst geldig gepubliceerd in 1976 door H.H.III Hobbs & H.H.Jr. Hobbs.